# Miesbach (stad)
Miesbach is een gemeente in de Duitse deelstaat Beieren. Het is de Kreisstadt van de Landkreis Miesbach. Miesbach telt 11.466 inwoners.
Op 16 september 1882 was Miesbach het beginpunt van een 57 kilometer lange - op houten telegraafmasten aangelegde - gelijkstroomleiding naar München. In de technisch geavanceerde mijn nabij de stad werd met behulp van een stoommachine en dynamo een gelijkstroom opgewekt van 1.343 volt en naar het Münchener Glaspalast getransporteerd. Hier dreef een elektrische pomp een kunstmatige waterval aan. Met deze innovatie lieten Oskar von Miller en Marcel Deprez aan de wereld zien dat het mogelijk was om elektrische energie over grote afstanden te transporteren.

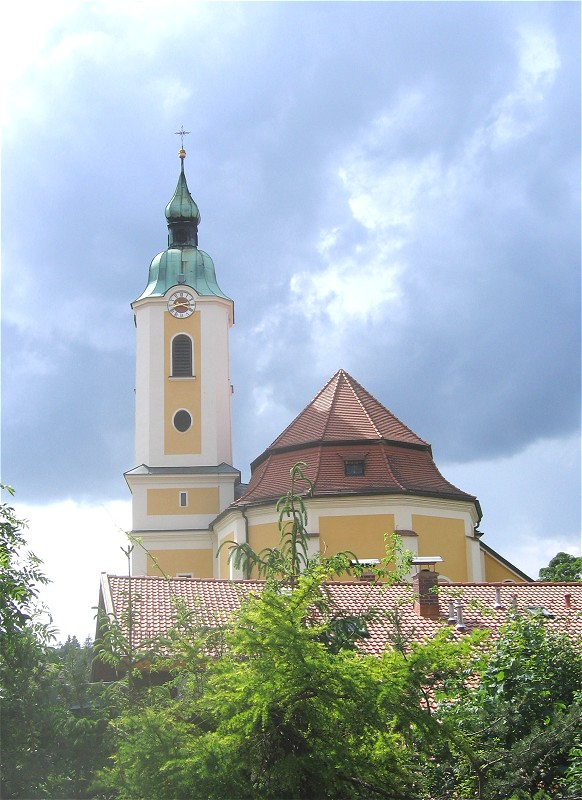
Stadtpfarrkirche Maria Himmelfahrt

Bad Wiessee ·
Bayrischzell ·
Fischbachau ·
Gmund am Tegernsee ·
Hausham ·
Holzkirchen ·
Irschenberg ·
Kreuth ·
Miesbach ·
Otterfing ·
Rottach-Egern ·
Schliersee ·
Tegernsee ·
Valley ·
Waakirchen ·
Warngau ·
Weyarn